# T-40
O  T-40 foi um carro de combate leve anfíbio utilizado pela União Soviética durante a Segunda Guerra Mundial. Era armado com uma metralhadora DShK de 12.7 mm (0.5 in). Foi um dos poucos tanques que podia cruzar um rio sem necessitar de uma ponte.
Foi inicialmente planejado para equipar unidades de reconhecimento. Uma versão terrestre do T-40, o T-40S foi produzido e posteriormente redesignado como  T-60. O T-60 era mais barato, mais simples e melhor armado, podendo cumprir a maior parte das mesmas tarefas, sendo então a produção do T-40 interrompida.
O veículo foi principalmente utilizado durante a Operação Barbarossa e na defesa de Moscou, sendo raramente visto após este período, apesar de ser ainda utilizado em escolas de treinamento soviéticas até 1946. Um total de 44 unidades do tipo foram posteriormente equipados com lançadores de foguetes Katyusha, disparando foguetes não guiados de 82 mm a partir de uma plataforma com 24 tiros.

## Importância
A capacidade anfíbia era importante para o Exército Vermelho, como evidenciado pela produção de mais de 1.500 tanques anfíbios na década de 1930. O T-40 substituiria os já ultrapassados T-37 e T-38. Tinha um desenho superior, mas devido às pressões da guerra, os soviéticos favoreceram a produção de desenhos mais simples, de forma que apenas algumas unidades do T-40 foram produzidas.

## Desenvolvimento
O T-40 era superior ao T-37 e T-38 em diversos aspectos. A suspensão com mola helicoidal do T-38 foi substituída por uma suspensão moderna com barra de torção com quatro pares de rodas. A estrutura em formato de barco era inteiramente soldada, em contraste com as estruturas rebitadas do T-37 e T-38. A torre soldada e em formato de cone melhoraram a proteção, apesar da blindagem ainda ser muito fina. O armamento do veículo consistia de uma única metralhadora pesada DShK de 12.7 mm, muito mais potente do que a metralhadora Degtyaryov de 7.62 mm (0.300 in) instalada no T-37 e T-38.
A propulsão na água era feita através de uma pequena hélice montada na parte traseira da estrutura. A hélice foi colocada em um recuo na parte traseira da estrutura, sendo melhor protegida em relação à hélice exposta do T-38. A flutuabilidade era fornecida pela larga estrutura em forma de barco.

## Produção
O T-40 entrou em produção pouco antes do início da guerra e iria equipar unidades de reconhecimento. Como a necessidade de grandes números de tanques tornou-se crítica, uma versão secundária não-anfíbia foi projetada baseada no chassis do T-40. Esta se tornou o T-60, que era mais simples, barato, melhor armado e podia cumprir quase que as mesmas tarefas. Sob o estresse da guerra, a produção do T-40 foi interrompida em favor do T-60. Apenas 222 T-40 foram construídos, comparado aos mais de 6.000 T-60.
Os últimos T-40 foram produzidos com os lançadores de foguete BM-8-24 Katyusha, no lugar de uma torre. Esta versão fornecia a instalação de um sistema lançador múltiplo de foguetes, disparando foguetes não guiados de 82 mm. Um total de 44 T-40 foram convertidos neste modelo no outono de 1941.
Haviam também os tanques leves T30A e T30B, que eram protótipos do T-40 e T-60 respectivamente. Ambos foram armados com um canhão de 20 mm e uma metralhadora DT. Estes protótipos foram preservados e encontram-se expostos no Museu de Kubinka.
O T-40 foi amplamente fotografado durante a Operação Barbarossa e também durante a defesa de Moscou. Muitos foram destruídos durante as batalhas. O tipo foi raramente visto após o fim de 1941, apesar de alguns T-40 terem permanecido em serviço até o final de 1946 em algumas escolas militares.
As forças romenas capturaram um T-40 em 1 de novembro de 1942.